# 나빌 입력기
나빌 입력기는 이만우(나빌레라)가 개발한 소프트웨어다. 윈도우 버전은 윈도우 기반 한글 IME 중 새나루 한글 입력기와 함께 소스까지 공개인 오픈소스 프로그램이다. 

##### 윈도우 버전
소스 코드는 github 링크에서 받을 수 있다. 텍스트 서비스 프레임워크 기반 오픈 소스 한글 입력기는 나빌 입력기가 유일하다.

##### 맥OS 버전
소스 코드는 github 링크에서 받을 수 있다. IMKit 기반 오픈 소스 한글 입력기다.

## 특징

##### 윈도우 버전
윈도우 운영 체제의 텍스트 서비스 프레임워크(TSF)를 기반으로 개발했다. 윈도우 8.1 이상부터 동작한다.
- 프로그램이 작고 가벼우며, 구성 파일도 단순한 편이다.
- libhangul로 한글 오토마타를 처리한다. 그래서 libhangul이 지원하는 기능을 모두 제공한다.
- libhangul이 제공하는 두벌식, 옛두벌, 세벌식 390/최종/순아래, 옛세벌, 세벌식 두벌 레이아웃 자판, 로마자 자판을 쓸 수 있다.
- 개발자인 이만우는 3-18Na라는 두벌식 기반 세벌식 자판을 고안했다.
- 환경설정이 단순하다.

##### 맥OS 버전
맥OS의 IMKit (InputMethod Kit)을 기반으로 개발했다. 애플실리콘 맥에서 잘 동작한다.
- 프로그램이 작고 가벼우며 소스 코드도 짧고 이해하기 쉽다.
- 개발자가 자체 개발한 오토마타를 사용한다.
- 3-18Na 세벌식 자판, 390 세벌식 자판, 두벌식 자판을 지원한다.
- 환경설정이 없다. 설치하면 동작한다.

## 같이 보기
- 새나루 한글 입력기